# Площадь Сахарова (Ереван)
Площадь Сахарова (арм. Սախարովի հրապարակ) — площадь в Ереване, в центральном районе Кентрон, образована у пересечения улицы Налбандяна подходящими к ней с противоположных сторон улицами Пушкина и Вардананц. Названа в честь известного советского учёного-физика и правозащитника академика Андрея Сахарова (1921—1989).

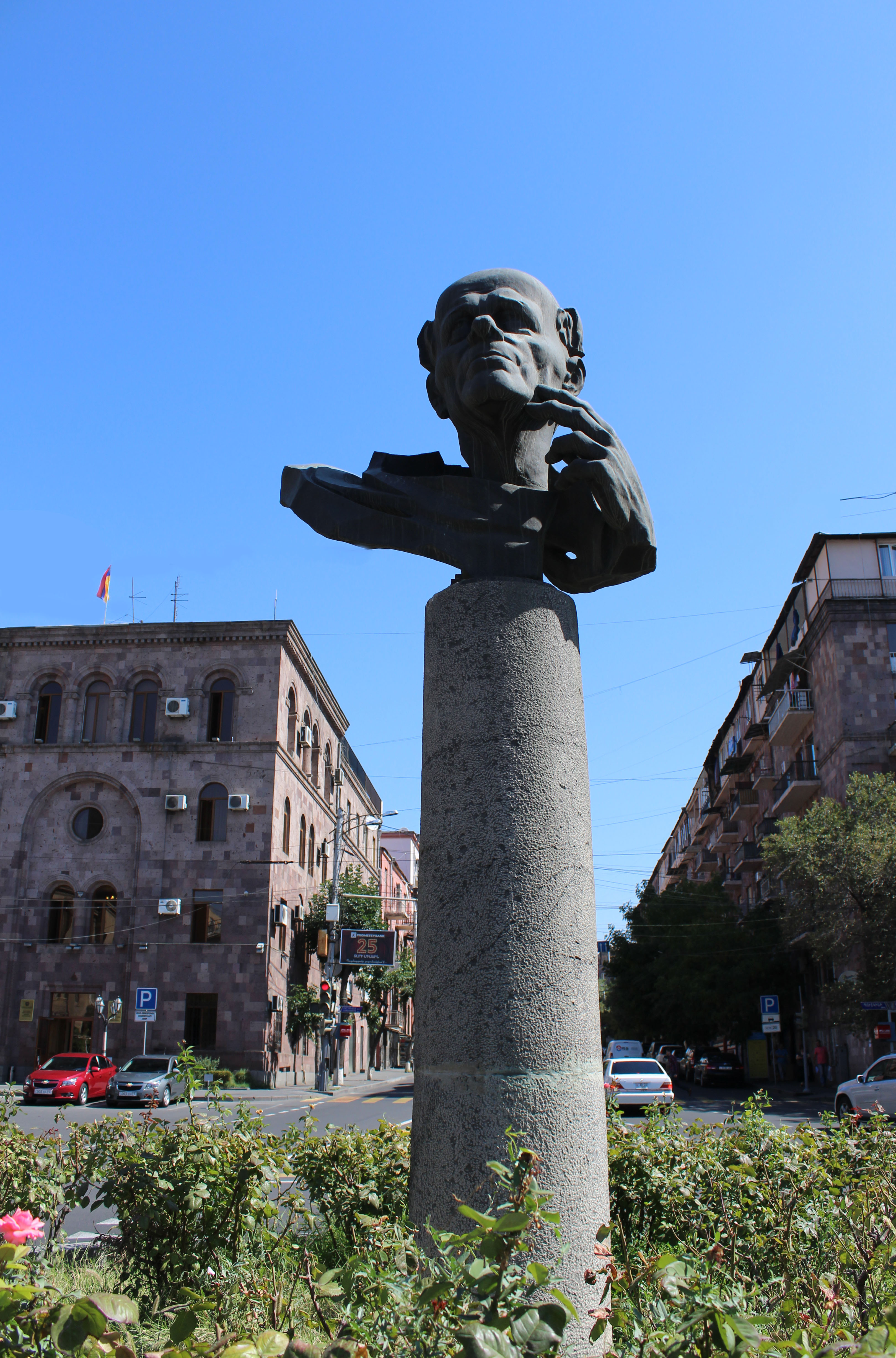
Памятник Андрею Сахарову

## История
Во времена персидского владычества носила имя Панаха Али-хана. Площадь была включена в составленный Борисом Меграбяном (Меграбовым) план Еревана 1906-1911 годов, до реализации генерального плана Еревана Александра Таманяна.
В советское время носила имя борца за советскую власть Мешади Азизбекова (1876—1918).
В 1991 году площади было присвоено текущее название.
В 2001 году торжественно был открыт памятник Андрею Сахарову (скульпторы Тигран Арзуманян, Фердинанд Аракелян, архитектор Левон Галумян, гравер Нерсес Чархчян). На церемонии открытии присутствовали тогдашний премьер-министр Армении Андраник Маргарян, мэр Еревана Роберт Назарян, посол России в Армении Анатолий Дрюков и ещё пять тысяч граждан города.